# 高凌云 (1918年)
高凌云（1918年4月9日—2020年9月12日），男，陕西渭南人，中华人民共和国政治人物，曾任中国国民党革命委员会中央委员会委员、陕西省委员会主任委员，陕西省政协副主席，陕西省人大常委会副主任。